# Joanna Haartti
Joanna Haartti (ur. 14 kwietnia 1979 w Finlandii) – fińska aktorka. Znana głównie z ról teatralnych, ale występowała także w filmie i telewizji. Obecnie Haartti jest w związku z aktorką Minną Haapkylą.

## Wybrana filmografia
- Męska robota (Miehen työ, 2007)
- Księżniczka (Prinsessa, 2010)
- Hella W (2011)
- Risto (2011)
- Hiljaisuus (2011)
- Czy ja... muszę... myśleć... o wszystkim? (Pitääkö mun kaikki hoitaa?, 2012)
- Armi elää! (2015)
- Olli Mäki. Najszczęśliwszy dzień jego życia (Hymyilevä mies, 2016)
- Tove (2020)